# Yvonne Loisel
Pour les articles homonymes, voir Loisel.
 (décembre 2017).
Si vous disposez d'ouvrages ou d'articles de référence ou si vous connaissez des sites web de qualité traitant du thème abordé ici, merci de compléter l'article en donnant les références utiles à sa vérifiabilité et en les liant à la section « Notes et références ».
Yvonne Loisel, née Marie Madeleine Céline Julie Emma Loisel à Châlons-sur-Marne (actuellement Châlons-en-Champagne) le 16 juin 1877 et décédée à Joncourt le 30 juin 1960, est une écrivaine de langue française spécialisé dans le roman sentimental.